# Flame (álbum)
Flame es el quincuagésimo álbum de estudio del grupo alemán de música electrónica Tangerine Dream. Publicado en marzo de 2009 por el sello Eastgate se trata de la tercera entrega de la serie de publicaciones «cupdisc», tras One Times One (2007) y Purple Diluvial (2008), álbumes de menor duración a lo habitual en las producciones del grupo.

## Producción
Grabado en junio de 2009 Flame está interpretado íntegramente por Edgar Froese, algo poco frecuente en la trayectoria de Tangerine Dream, e incluye 6 composiciones nuevas y dos canciones bastante conocidas en la trayectoria del grupo: la versión orquestal de «Ça Va - Ça Marche - Ça Ira Encore», canción publicada originalmente en 1998, y «Ride On The Ray» tema coescrito por Froese y Christopher Franke para el álbum Underwater Sunlight publicado en 1986.

## Lista de temas
| N.º   | Título                                           | Escritor(es)                    | Duración |  |
| 1.    | «Synth Affection»                                | Edgar Froese                    | 4:28     |  |
| 2.    | «Pier 54»                                        | Edgar Froese                    | 5:41     |  |
| 3.    | «Lord Nelson»                                    | Edgar Froese                    | 5:07     |  |
| 4.    | «Ça Va - Ça Marche - Ça Ira Encore (Orchestral)» | Edgar Froese                    | 5:01     |  |
| 5.    | «Timeless»                                       | Edgar Froese                    | 4:05     |  |
| 6.    | «Ride On The Ray (Atlantic Ocean Version)»       | Edgar Froese Christopher Franke | 6:18     |  |
| 7.    | «Peddington At Five»                             | Edgar Froese                    | 7:14     |  |
| 8.    | «Morning Star»                                   | Edgar Froese                    | 5:01     |  |
| 42:55 |                                                  |                                 |          |  |

## Personal
- Edgar Froese - intérprete, mezcla, producción y diseño de portada
- Bianca F. Acquaye - diseño de portada